# Phepheng
Phepheng eller Draaihoek är en ort (village) i distriktet Kgalagadi i sydvästra Botswana. 